# Housseras
Housseras és un municipi francès, situat al departament dels Vosges i a la regió del Gran Est. L'any 2007 tenia 459 habitants.

## Demografia

### Població
El 2007 la població de fet de Housseras era de 459 persones. Hi havia 178 famílies, de les quals 40 eren unipersonals (12 homes vivint sols i 28 dones vivint soles), 55 parelles sense fills, 75 parelles amb fills i 8 famílies monoparentals amb fills.
La població ha evolucionat segons el següent gràfic:
Habitants censats

### Habitatges
El 2007 hi havia 213 habitatges, 180 eren l'habitatge principal de la família, 22 eren segones residències i 11 estaven desocupats. 204 eren cases i 7 eren apartaments. Dels 180 habitatges principals, 151 estaven ocupats pels seus propietaris, 23 estaven llogats i ocupats pels llogaters i 7 estaven cedits a títol gratuït; 6 tenien dues cambres, 12 en tenien tres, 30 en tenien quatre i 133 en tenien cinc o més. 156 habitatges disposaven pel capbaix d'una plaça de pàrquing. A 81 habitatges hi havia un automòbil i a 84 n'hi havia dos o més.

### Piràmide de població
La piràmide de població per edats i sexe el 2009 era:
| Homes | Edats   | Dones |
| ----- | ------- | ----- |
| 0     | 95 o +  | 0     |
| 0     | 90 a 94 | 4     |
| 4     | 85 a 89 | 0     |
| 0     | 80 a 84 | 4     |
| 4     | 75 a 79 | 4     |
| 8     | 70 a 74 | 20    |
| 12    | 65 a 69 | 4     |
| 8     | 60 a 64 | 12    |
| 8     | 55 a 59 | 20    |
| 8     | 50 a 54 | 20    |
| 20    | 45 a 49 | 8     |
| 20    | 40 a 44 | 24    |
| 24    | 35 a 39 | 16    |
| 8     | 30 a 34 | 12    |
| 8     | 25 a 29 | 4     |
| 12    | 20 a 24 | 16    |
| 28    | 15 a 19 | 20    |
| 28    | 10 a 14 | 16    |
| 24    | 5 a 9   | 8     |
| 0     | 0 a 4   | 8     |

## Economia
El 2007 la població en edat de treballar era de 302 persones, 215 eren actives i 87 eren inactives. De les 215 persones actives 192 estaven ocupades (114 homes i 78 dones) i 23 estaven aturades (9 homes i 14 dones). De les 87 persones inactives 30 estaven jubilades, 27 estaven estudiant i 30 estaven classificades com a «altres inactius».

### Ingressos
El 2009 a Housseras hi havia 192 unitats fiscals que integraven 518 persones, la mediana anual d'ingressos fiscals per persona era de 16.201 €.

### Activitats econòmiques
Dels 14 establiments que hi havia el 2007, 8 eren d'empreses de construcció, 2 d'empreses de comerç i reparació d'automòbils, 2 d'empreses de transport i 2 d'empreses de serveis.
Dels 9 establiments de servei als particulars que hi havia el 2009, 1 era un taller de reparació d'automòbils i de material agrícola, 1 paleta, 3 guixaires pintors, 1 fusteria, 2 lampisteries i 1 electricista.
L'any 2000 a Housseras hi havia 7 explotacions agrícoles.

## Equipaments sanitaris i escolars
El 2009 hi havia una escola elemental integrada dins d'un grup escolar amb les comunes properes formant una escola dispersa.

## Poblacions més properes
El següent diagrama mostra les poblacions més properes.